# Student sein
Student sein ist ein Studentenlied von Josef Buchhorn, das die Besonderheiten des studentischen Lebens (Jugend, Feier, Liebe, Amicitia und Vanitas) behandelt. Die Weise stammt von Otto Lob. Das Lied ist auch als Studentenhymne oder Student sein, wenn die Veilchen blühen bekannt.

## Geschichte
Das Gedicht verfasste Josef Buchhorn 1905. Er war Alter Herr der Turnerschaft Hohenstaufia Tübingen und damals in Danzig als Redakteur tätig. Zwei Jahre später wurde der Text durch den bekannten Komponisten für Studentenlieder Otto Lob vertont. Das Lied war eines der ersten literarischen Werke Buchhorns und die Melodie eine der letzten Kompositionen Lobs. Die 5. Strophe wurde 1926 von einem unbekannten Autor verfasst.

## Liedtext
Das Gedicht besteht aus fünf Strophen mit je acht Versen. Das Versmaß entspricht einem jambischen Vierheber, analog zur Vagantenstrophe. Bei der Reimform handelt es sich um Kreuzreime.

### Wortlaut
1. Student sein, wenn die Veilchen blühen,

das erste Lied die Lerche singt,

Der Maiensonne junges Glühen

triebweckend in die Erde dringt.

Student sein, wenn die weißen Schleier

vom blauen Himmel grüßend weh’n

|: Das ist des Daseins schönste Feier!

Herr, lass sie nie zu Ende geh’n! :|

2. Student sein, wenn die Humpen kreisen,

in lieberschloss’nem Freundesbund

von alter Treue bei den Weisen

der Väter jauchzt der junge Mund.

Student sein, wenn die Herzen freier

auf der Begeist’rung Höhe steh’n:

|: Das ist des Daseins schönste Feier!

Herr, lass sie nie zu Ende geh’n! :|

3. Student sein, wenn zwei Augen locken,

ein süßer Mund verschwiegen küsst,

dass jählings alle Pulse stocken,

als ob im Rausch man sterben müsst’.

Student sein, in der Liebe Morgen,

wenn jeder Wunsch ein frommes Fleh’n:

Das ist das Leben ohne Sorgen!

Herr, lass es nie vorübergeh’n!

4. Student sein, wenn die Hiebe fallen

im scharfen Gang, der selbstgewählt

im blut’gen Aneinanderprallen

der Mut sich für das Leben stählt

Student sein, wenn dein einzig Sorgen

ob fest und tapfer du wirst steh’n

|: An deines Leben Wagemorgen

Herr lass die Zeiten nie vergeh’n :|

5. Student sein, wenn im Abendmatten

dein Weg sich sacht schon niederneigt,

von West die Schar der Wolkenschatten

schon vor das Blau des Tages steigt.

Student sein, wenn der Sang verklungen,

der deinem Lenz einst Flügel lieh,

|: und jung du trotzdem mit den Jungen,

dann war es recht, dann stirbst du nie! :|

### Adaptionen
Die folgende Strophe wurde von Studenten zur Zeit des Nationalsozialismus gesungen:
Student sein, wenn’s an Freiheit mangelt,

Das Joch der Knechtschaft auf uns ruht,

Ein Schurke nach der Herrschaft angelt,

In Strömen fließt das rote Blut.

Student sein, wenn die bunten Mützen

Vor der Gestapo müssen flieh’n.

|: Ist das in Wahrheit nicht zum Kotzen?

Herr, lass den Spuk vorüberzieh’n! :|
In katholischen Studentenverbindungen wird die vierte Strophe nicht gesungen. Im CV-Liederbuch wird am Ende die erste Strophe als vierte Strophe wiederholt, die vierte sowie die fünfte Strophe werden ausgelassen. Als Parodie auf die vierte Strophe werden bei katholischen Verbindungen auch folgenden Verse gesungen:
Student sein, wenn die Hüllen fallen

der scharfen Maid, die auserwählt

im glüh’nden Aneinanderprallen

das Tun, was uns am Leben hält

Student sein, wenn dein einzig Sorgen

ob fest und stramm Dein Freund wird steh’n

|: Das sind des Lebens Sahnetorten

Herr lass die Zeiten nie vergeh’n :|

## Melodik
Die Weise ist in B-Dur gehalten. Die Begleitung erfolgt in den Akkorden B-Dur, Es-Dur, F-Dur, C7 und F7. Das Stück ist im 4/4-Takt notiert mit einer Viertelnote als Auftakt. Der Rhythmus ist durch zahlreiche Punktierungen lebhaft. Jede Strophe besteht aus zehn Versen, wobei der Text des neunten und zehnten Verses den siebten und achten Vers wiederholt. Die Verse werden jeweils abwechselnd von einer Achtel- sowie einer Viertel-Pause abgeschlossen. Lediglich der achte Vers führt durch die gehaltene Dreiviertelnote direkt in den neunten Vers über. Die Notation des Allgemeinen Deutschen Kommersbuchs gibt ein Ritardando für den achten sowie den zehnten Vers vor. Charakteristisch für die Melodie ist die gebundene große Sekunde am Ende des siebten Verses.
Source: CV-Liederbuch

## Tradierung
Das Lied ist Bestandteil folgender Zusammenstellungen studentischen Liedguts:
- Allgemeines Deutsches Kommersbuch sowie dessen Taschenausgabe
- CC-Liederbuch
- CV-Liederbuch: Kategorie IV – Hier sind wir versammelt (Kneipe)
- KV-Liederbuch
- Schw. StV.-Cantusprügel
- UV-Liederbuch: Kategorie II – Allgemeines studentisches Liedgut

## Nutzung des Ausdrucks
Aufgrund der Popularität des Liedes wurde der Titel schnell zu einem geflügelten Wort, weshalb künstlerische Werke Bezug dazu genommen haben.
- Student sein, wenn die Veilchen blühen (englisch: Student Life in Merry Springtime), Spielfilm, Deutschland, Prüfung: 19. September 1930, Uraufführung: 19. Januar 1931, Regie: Heinz Paul, Drehbuch: Hella Moja, Alfred Schirokauer, Hauptdarsteller: Fritz Alberti, Fred Louis Lerch, Franz Baumann, Anita Dorris, IMDb ID: tt0264047
- Wenn die kleinen Veilchen blühen, Singspiel von Robert Stolz
- Student sein, wenn die Veilchen blühen, Taschenbuch, 2017, Autor: Amadeus Mondschein, ISBN 978-3-7386-2700-8